# Андор Саньї
Андор Саньї (угор. Andor Szanyi, 1 серпня 1964) — угорський важкоатлет.
Срібний призер Олімпійських Ігор 1988 року в категорії 100 кг, учасник 1992 року.